# Gare de Rieux - Angicourt
Gare de Rieux - Angicourt vasútállomás Franciaországban, Rieux településen.

## Vasútvonalak
Az állomást az alábbi vasútvonalak érintik:
- Creil–Jeumont-vasútvonal

## Kapcsolódó állomások
A vasútállomáshoz az alábbi állomások vannak a legközelebb:
- Gare de Pont-Sainte-Maxence
- Gare de Villers-Saint-Paul